# Ванзенко Дмитро Володимирович
Дмитро Володимирович Ванзенко (10 липня 1996) — український плавець, чемпіон та призер Літніх Паралімпійських ігор. Майстер спорту України міжнародного класу.
Представляє Донецький і Дніпропетровський регіональні центри з фізичної культури і спорту інвалідів «Інваспорт».
Срібний та бронзовий призер чемпіонату Європи 2014 року.
Бронзовий призер чемпіонату світу 2015 року.
Дворазовий срібний призер (200 м кмп., естафета 4х100 м кмп.) чемпіонату Європи 2016 року.

## Державні нагороди
- Орден «За мужність» III ст. (4 жовтня 2016) — За досягнення високих спортивних результатів на XV літніх Паралімпійських іграх 2016 року в місті Ріо-де-Жанейро (Федеративна Республіка Бразилія), виявлені мужність, самовідданість та волю до перемоги, утвердження міжнародного авторитету України[1]